# Ammassalik Kommune
 Der er for få eller ingen kildehenvisninger i denne artikel, hvilket er et problem. Du kan hjælpe ved at angive troværdige kilder til de påstande, som fremføres i artiklen.

Ammassalik Kommune, grønlandsk Ammassalip ("stedet med lodder") Kommunia: var den sydligste af Østgrønlands tidligere to kommuner. Kommunen fik det vestgrønlandske navn for hovedbyen Tasiilaq. Kommunen eksisterede mellem 1963 og 2009. Kommunegrænserne gælder stadig som grænser for Ammassalik præstegæld.
Kommunen blev oprettet den 1. januar 1963 og den 1. januar 2009 blev den under kommunesammenlægningen en del af Sermersooq Kommune. I 2006 var der lige under 2900 indbyggere i kommunen heraf næsten 1500 i Tasiilaq. Resten bor i bygderne Ikkatseq, Kuummiut, Kulusuk, Tineteqilaaq, Sermiligaaq og Isertoq. Kommunegrænserne angiver stadig grænserne for Ammassalik præstegæld.
Kommunekontoret i Tasiilaq er en enkel og praktisk indrettet bygning. Den er mod sædvane i Grønland ikke resultatet af en dyr arkitektkonkurrence, men tegnet og opført af fagfolk indenfor byggebranchen.
Kommunens samlede areal andrager 250.000 km², hvilket er 5 gange Danmarks størrelse. Kommunen grænser i nord mod Ittoqqortoormiit Kommune, i vest mod Ilulissat Kommune, og i sydvest mod Nanortalik Kommune.
Året rundt er der flere ugentlige flyforbindelser til kommunen via Kangerlussuaq (Søndre Strømfjord), via Nerlerit Inaat (Konstabel Pynt) og via Reykjavik, Island. I sommertiden er der intensiv ruteflyvning mellem Reykjavik og Kulusuk med 1 til 3 fly dagligt. Besejlingssæsonen strækker sig fra juni til oktober, hvorfor området i 5 måneder om året ikke modtager forsyninger udefra med skib.
Ammassalik Museum har til huse i byens gamle kirke. Museet er et lokalt kulturhistorisk museum, og et af de yngste lokalmuseer i Grønland. Det blev taget i brug i 1990.